# 第一代林利思戈侯爵約翰·霍普
约翰·阿德里安·路易斯·霍普，第一代林利思戈侯爵（英語：John Adrian Louis Hope, 1st Marquess of Linlithgow，1860年9月25日—1908年2月29日），是一位英國貴族和政治家，曾經擔任澳大利亞第一任總督從1901年到1902年。他曾在1889年到1895年擔任維多利亞州總督。
1860年9月25日生于苏格兰林利思戈郡的昆斯费里。他是第六代霍普敦伯爵的长子。他毕业于伊顿公学和桑赫斯特皇家军事学院，但他没有进入军队服役。1885年6月到1886年1月和1886年8月到1889年8月担任英国皇家宫廷侍从（由贵族出身的男子担任）。他在澳大利亚期间人称霍普敦勋爵（Lord Hopetoun）。
1889年约翰·霍普任澳洲維多利亞總督，任到1895年。1901年-1903年出任首任澳大利亚总督，并于1902年获封林利斯哥侯爵爵位。1905年任苏格兰事务大臣到他去世。
霍普家的霍普顿庄园（Hopetoun House）是苏格兰最好的国家住宅。位于爱丁堡西面12英里处，临近南昆斯费里（Queensferry），是欧洲建筑精髓和遗产也是林利思戈侯爵的前住房。房子坐落在佛斯河（Forth）岸占地100亩的美丽公园里，可见到在东边约1.5英里处著名的佛斯桥（世界上第一座主要钢铁桥）。
| 前任： — | 澳大利亚总督 1901年1月1日 - 1903年1月9日 | 繼任： 坦尼森勳爵 |